# Coliseo Vicente Díaz Romero
El Coliseo Vicente Díaz Romero es un escenario deportivo ubicado en la ciudad colombiana de Bucaramanga, ubicado en la Unidad Deportiva Alfonso López, contiguo al Estadio Alfonso López.
En este escenario deportivo se ha destacado la práctica del baloncesto profesional, siendo local el equipo Búcaros de la Liga Profesional de Baloncesto de Colombia.
La más reciente reforma al escenario ocurrió entre 1994 y 1996 por la realización de los Juegos Deportivos Nacionales.
El escenario sirvió como campo de entrenamiento durante la Copa Mundial de Futsal 2016, ya que los partidos se disputaron en el Coliseo Bicentenario. También durante un tiempo sirvió como sede del equipo Real Bucaramanga en la Liga Colombiana de Fútbol Sala. 